# كلية الذكاء الاصطناعي (جامعة المنوفية)

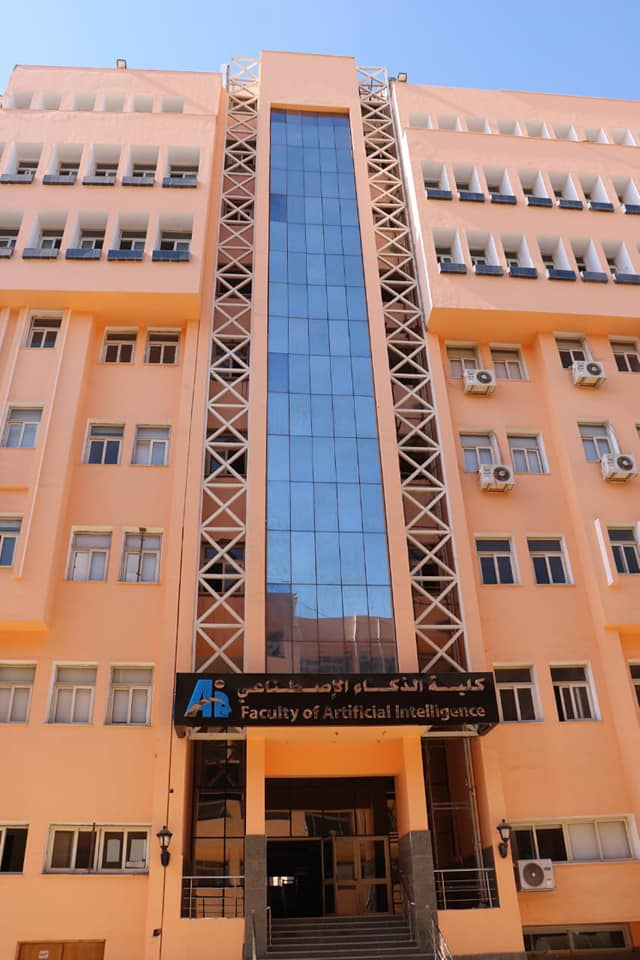
كلية الذكاء الإصطناعي جامعة المنوفية

كلية الذكاء الاصطناعي بجامعة المنوفية (بالإنجليزية: Faculty of Artificial Intelligence (FAI)) هي كلية عملية ترتكز الدراسة بها على علوم الذكاء الاصطناعي والتخصص بها بالإضافة إلى المقررات التكنولوجية والعلمية من الكليات المختلفة مثل كلية الحاسبات والمعلومات وهندسة البرمجيات والعلوم، وقد تم تطوير الكلية بإدخال العديد من الأساليب التعليمية والتقنية الحديثة ومعامل الروبوتات ومعامل الحاسبات، ومدة الدراسة بالكلية هي 4 سنوات بنظام الساعات المعتمدة والذي يحتوي علي 144 ساعة معتمدة أو طبقا لما يقرره مجلس الكلية، ومن ثم يحصل الطالب على درجة البكالريوس في علوم الذكاء الاصطناعي.

## نشأة الكلية
أنشئت كلية الذكاء الإصطناعي بجامعة المنوفية في عام 2021 بقرار من المجلس الأعلى للجامعات بإفتتاح الكلية بمدينة شبين الكوم لتعويض وسد الفجوة في مجال الذكاء الإصطناعي وتكنولوجيا الروبوتات بمحافظة المنوفية والتي زادت الحاجة إليه بشكل ملحوظ أواخر الأعوام الماضية، حيث أعلن الدكتور عادل مبارك رئيس جامعة المنوفية يوم 16 أغسطس 2021 بدء الدراسة بكلية الذكاء الإصطناعى بالجامعة، وتبعًا للقرار الجمهوري المعمول به في جامعات مصر الحكومية بتأسيس كليات الحاسبات والمعلومات والذكاء الإصطناعى في مصر، لتبدأ كلية الذكاء الاصطناعى بمحافظة المنوفية في نشر ثقافة علم الروبوتات علي أرجاء المحافظة، والتي يُمثل خريجوها عصب التقدم والتطور التكنولجي لمصر.

## افتتاح الكلية
قام الدكتور خالد عبد الغفار وزير التعليم العالي والبحث العلمي والدكتور عادل مبارك رئيس جامعة المنوفية بافتتاح كلية الذكاء الصناعي بجامعة المنوفية بحضور الدكتور أسامة عبد الرؤوف عميد الكلية في يوم 4 أكتوبر 2021، هذا وتم إنشاء كلية الذكاء الاصطناعي لخدمة محافظة المنوفية خاصة وأن الجامعة تمتلك امكانيات بشرية ومادية تم استثمارها في هذا المشروع التعليمى الهام الذي كلف حوالى 78 مليون جنية ويتكون من دور أرضي وثلاث أدوار علوية بجوار مبنى الحاسبات والمعلومات الجديد وتضم الأدوار 14 معمل، ومدرج بسعة 700 طالب، وصالة 400 طالب، وصالة 300 طالب، وأخرى بسعة 200 طالب، بالإضافة إلي 16 غرفة إدارية لكافة الأغراض، كما يتميز المبنى أنه مجهز بأحدث تقنيات البنية التحتية ومصمم وفقا لمعايير الجودة التي توفر أفضل مناخ للطلاب في تخصصات الذكاء الاصطناعى والحاسب الآلي، ومجهز بشبكات الإنترنت بنظام الألياف الضوئية وشبكات تغطية لاسلكية داخل المبني ووسائل تغذية للانترنت من خلال مركز بيانات وتجهيز سحابة خاصة، ويوجد بمعامل الكلية 920 جهاز كمبيوتر بكافة مشتملاته لخدمة الأقسام العلمية التي سيتم التخصص بها وهى علوم البيانات، ذكاء الآلة، الأمن السيبرانى، هندسة النظم الذكية.

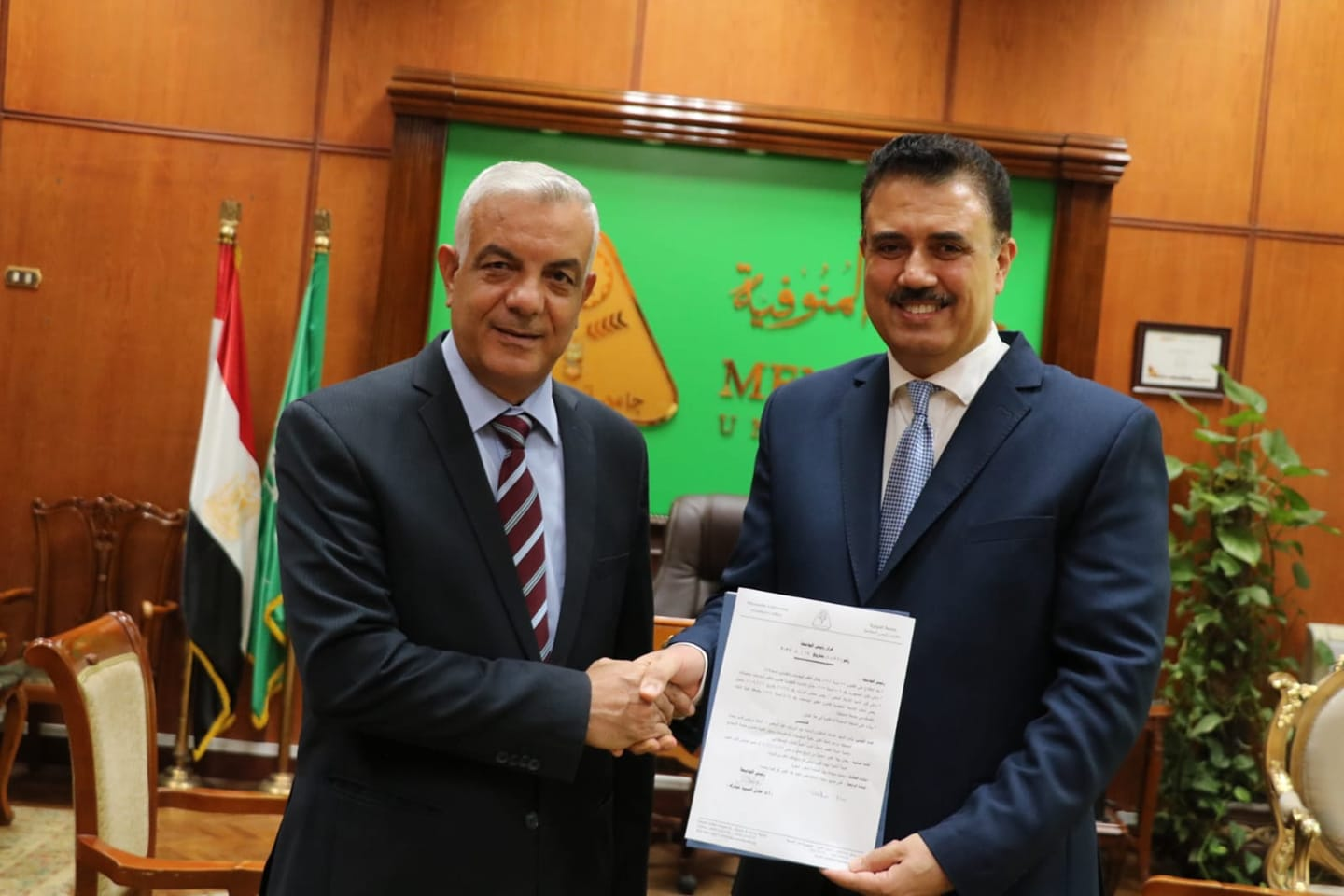
رئيس جامعة المنوفية يهنئ أ.د/ أسامة عبدالرؤوف كأول عميد لكلية الذكاء الاصطناعى

## موقع الكلية
تقع كلية الذكاء الإصطناعى في مجمع كليات جامعة المنوفية أمام شارع د/ مصطفي النجار بجوار كلية الحاسبات والمعلومات.

## الشروط للإلتحاق بالكلية
- أن يكون الطالب حاصلاً على شهادة الثانوية العامة المصرية من الشعبة الهندسية (الرياضيات)، أو شعبة علمي علوم أو ما يعادلها من الشهادات الأجنبية، وبشرط الحصول علي الحد الأدني من الدرجات التي يحددها مكتب التنسيق بوزارة التعليم العالي، وتقبل الكلية الطلاب المحولين إليها من كليات أخري برشط الحصول علي الحد الأدني من تنسيق الكلية في نفس ذات العام الدراسى وحسب القواعد المنظمة لذلك، والتي تضعها الجهات المختصة، وعلي أن يتم دراسة مادة تأهيلى رياضيات لطلبة شعبة علمى علوم كمادة مؤهلة للدراسة في المستوى الأول بالكلية ولا تحتسب ضمن الساعات الدراسية للبرنامج الدراسى وعلي أن لا ينتقل الطالب المستجد للمستويات الأعلي دون الاجتياز هذا المقرر.
- أن يكون الطالب حاصلاً علي الحد الأدني من الدرجات التي يحددها مكتب التنسيق بوزارة التعليم العالي للقبول بالكلية في ذات العام الدراسي وقادم للكلية بُناءًا علي نتيجة تنسيقُه الذي يُحددها له مكتب التنسيق.

## أقسام الكلية
- علوم البيانات Data Science.
- ذكاء الآلة Machine Intelligence.
- الأمن السيبرانى Cybersecurity.
- هندسة النظم الذكية Intellegent Systems Engineering.
- بالإضافة إلي الكثير من المواد الأخرى الهندسية والتكنولوجية المختلفة مثل فروع الرياضيات المختلفة والبرمجة وإنترنت الأشياء IOT ...إلخ.

## نظام الدراسة بالكلية
▪️ نظام الساعات المعتمدة هو ما يطبق في الكلية لنيل درجة البكالوريوس بجميع الأقسام.
▪️ لنيل درجة البكالوريوس من الكلية فلابد أن يجتاز الطالب كحد أدني وبنجاح 144 ساعة معتمدة أو طبقاً لما يقرره مجلس الكلية.
▪️ تمنح الكلية درجة الماجستير ودرجة دكتوراة الفلسفة في تخصصات الذكاء الإصطناعي المختلفة.
▪️ تتبع الكلية النظم التعليمية المعمول بها في كُبري كليات الذكاء الإصطناعي حول العالم.

## مجلس إدارة الكلية
يتكون مجلس إدارة الكلية من:
- ا.د. أسامة عبد الرؤوف عبد الرحمن محمود[1] عميد كلية الذكاء الإصطناعي والوكيل السابق لكلية الحاسبات والمعلومات لخدمة المجتمع والبيئة.

## وصلات خارجية
الموقع الرسمى لكلية الذكاء الإصطناعى بجامعة المنوفية «تحت الإنشاء».